# جبال البحر الأحمر

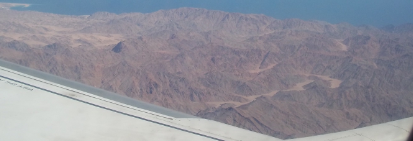
جبال البحر الأحمر من طائرة تابعة لمصر للطيران

جزء من سلسلة جبال البحر الأحمر

سلسلة جبال البحر الأحمر هي سلسلة الجبال الواقعة غربي البحر الأحمر والتي يقابلها في الجهة الشرقية وضمن الأراضي السعودية جبال الحجاز.

## الموقع
تقع على الضفة الغربية للبحر الأحمر وتمتد من أقصى الشمال عند رأس خليج السويس حتى تندمج في هضبة الحبشة في الجنوب محاذية لساحل البحر.

## الوصف
تنحدر بشدة نحو البحر وتدريجيا نحو الداخل إذ أنها تمثل الحافة الغربية القافزة لأخدود البحر الأحمر. تتكون من صخور أركية قديمة نارية ومتحولة، وتكثر بها العروق المعدنية والسدود النارية، ولا يشذ عن هذا غير هضبة الجلالة الشمالية (1223 متر)، وهضبة الجلالة الجنوبية (1472 متر) وبينهما وادي عربة فانهما يتكونان من صخور جيرية أيوسينية، وكذلك جبل عتاقة (371 متر) المطل على مدينة السويس.

## الارتفاع
يبلغ متوسط ارتفاع جبال البحر الأحمر ما بين 300 - 1000 متر وان كان الكثير من قممها يزيد ارتفاعه على 1500 متر وأعلى قمم هذه السلاسل في مصر هو جبل شايب البنات (2181 متر) وجبل حماطة (1978 متر).

## الوديان
و تحوي جبال البحر الأحمر على الكثير من الوديان والأخوار التي مزقتها، والتي تجري فيها المياه المتدفقة في بعض السنوات ولكن خلال مدة محدودة وأهم هذه الوديان التي تنحدر غرباً نحو الداخل وادي جرف ووادي طرفة ووادي قنا ووادي الحمامات ووادي العرقي ووادي الخريطة، أما الوديان التي تنحدر شرقاَ نحو البحر فأهمها وادي عربة ووادي الجمال وخور أربعات ولهذه أهمية كبرى كطرق للمواصلات وكمراكز لتجميع البدو حيث تحوي هذه الوديان بعض الخضرة وينابيع الماء.

## الأهمية الاقتصادية
- اشتهر شرق مصر والسودان وسلسلة جبال البحر الأحمر منذ عهد الفراعنة بوجود كل أنواع المعادن.
- أثبتت الدراسات التعدينية أن (60) موقعاً لتعدين الذهب توجد بمنطقة جبيت، بالإضافة لوجود مليارات الأطنان من الحديد ومعدن الألمنيت ومعدن الروتيلي الذي يستخدم في صناعة أجسام الطائرات والطلاء عالي الجودة.فيما بدأ إنتاج مشروع تنقيب الذهب في الثمانينات كمشروع اقتصادي قومي بطاقة إنتاجية 5 آلاف كيلوجرام من الذهب بنسبة نقاوة عالية بلغت 90% من الكمية المنتجة في المساحة البالغة 60 ألف كيلومتر مربع في المنطقة التي تسمى منطقة وادي بروث والتي تعتبر من أشهر المناطق التي توجد بها عروق الذهب ووادي بروث وادي أخضر تكثر به الماشية وهو محاط بجدار ترابي وتوجد به مادة السينايد بأعلى الوادي حيث توجد به ثلاثة خزانات لحفظ مياه الأمطار المستخدمة في تنقية خام الذهب في كل من جبال أرياب وجبيت.[1]

## الأهمية التاريخية
اكتشاف منطقة سكنية مكتملة داخل مناجم الذهب بوادي بكرية بجبال البحر الأحمر والتي تقع غرب مدينة مرسي علم بحوالي 120 كيلو مترا. الكشف جاء خلال قيام بعثة جامعة خنت البلجيكية بدراسة منطقة مناجم الذهب بالصحراء الشرقية، والذي كان الفراعنة يستخرجونه من تلك المناطق واستمر ذلك خلال العصرين اليوناني والروماني في مصر.

## ذات علاقة
- جبل الجلالة
- جبال الأنقسنا